# Jurjevgrad (Tribunj)
Jurjevgrad  je selo u općini Tribunj u Šibensko-kninskoj županiji.    

## Povijest
Selo je izgrađeno na vrh brda Svetoga Mikule, gdje se nalazila utvrda u srednjem vijeku naziva Jurjevgrad s naseljem u nizini utvrde.

## Gospodarstvo
Mjesto je u prošlosti živjelo od poljoprivrede i ribarstva, dok u novije vrijeme se okrenulo turizmu.

## Spomenici i znamenitosti
1298. Jurjevgrad pripada župi Ivinj, da bi 1460. dobio vlastitu župu sv. Nikole.

## Kultura
Klub DDK "Jurjevgrad" Tribunj